# Karol Brzozowski
Karol Brzozowski, né le 28 septembre ou le 29 novembre 1821 à Varsovie et mort le 5 novembre 1904 à Lviv, est un ingénieur, poète, traducteur de la Bible, insurgé de Grande Pologne et militant indépendantiste polonais. Il est également botaniste, géologue, géographe, ethnologue et fonctionnaire.

## Biographie
Karol Brzozowski nait le 28 septembre ou le 29 novembre 1821 à Varsovie. Il est le fils d'un officier des troupes de Napoléon. Il étudie dans les écoles piaristes de Varsovie. Il est diplômé du collège de Sejny, puis de l'école d'agronomie de Marymont (pl).
Il s'installe dans le duché de Poznań. Là, en 1848, il participe au soulèvement de Grande Pologne. Puis, via Dresde et la Suisse, il atteint Paris, où il rencontre Adam Mickiewicz. Après le déclenchement de la guerre de Crimée, il émigre à Istanbul. Il reste ensuite en Asie, gagnant sa vie grâce à la chasse. En 1855, il revient à Istanbul et rencontre à nouveau Mickiewicz. Il s'installe à Lattaquié et épouse Eulalia Bellier. Ils ont six enfants, trois fils (Stanisław, Wincenty, Hubert) et trois filles (Maria, Berta, Jadwiga). Deux de ses fils sont les poètes poètes Stanisław Korab-Brzozowski (pl)et Wincenty Korab-Brzozowski (pl).
Après le déclenchement de l'insurrection de janvier, il participe à l'expédition de Zygmunt Miłkowski (pl). Il traverse la Roumanie et participe à la bataille de Kostangalia (pl) où il est blessé à la hanche. Après l'échec du soulèvement, il rejoint la Turquie. Il travaille d'abord dans la gestion forestière en Bulgarie, puis est appelé à travailler en Mésopotamie aux côtés de Midhat Pacha, un réformateur turc. Il participe à la mise en service de lignes télégraphiques. En 1868, près de Bagdad, il fonde des fermes modèles, construit des systèmes d'irrigation, aménage des vergers et initie la création d'une école d'agriculture. En 1869, il mène des recherches et des mesures dans les monts Zagros  et dessine la première carte topographique de ces zones à l'échelle 1:750 000. Il fait alors des découvertes archéologiques. 

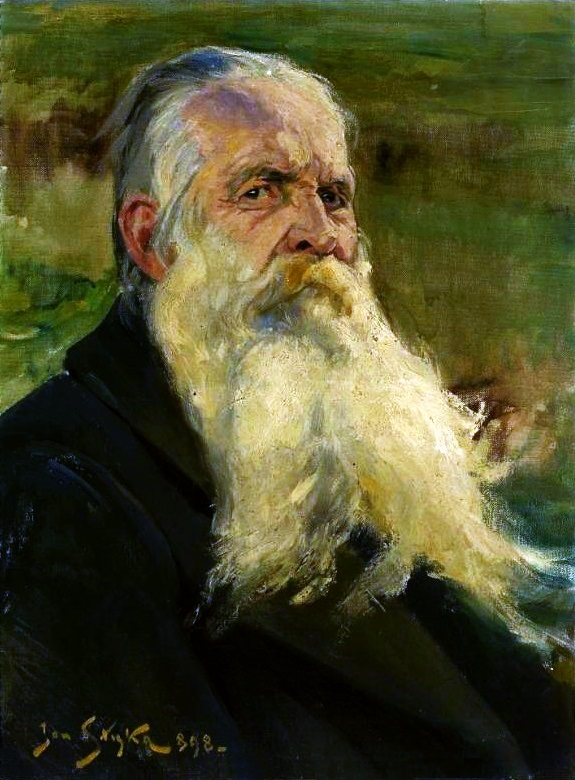
Portrait de Karol Brzozowski par Jan Styka, 1898

Il joue un rôle important dans la guerre russo-turque (1877-1878). Les démocrates de Lviv le nomment alors comme leur représentant à Constantinople en raison de la confiance dont il jouit auprès des autorités turques. Après la guerre, il devient vice-consul d'Espagne en Syrie.
Après trente ans passés au Moyen-Orient, il s'installe en 1884 à Lviv où il termine sa vie. Il a travaillé chez C. K Département National.
Il meurt le 5 novembre 1904 à Lviv et est enterré le 8 novembre au cimetière Lychakiv.

## Publications
Il a laissé de riches notes topographiques, géologiques et naturelles. Il est également l'auteur de traductions en vers de la Bible, notamment du Livre de Job et du Cantique des Cantiques.
- Wzdłuż Eufratu (Wędrowiec), 1885
- Wspomnienia z Turcji (Tygodnik Ilustrowany), 1886
- W Kurdystanie (Tygodnik Ilustrowany), 1907
- Noc strzelców Anatolu, Malek.